# زاپادنی (سرزمین آلتای)
زاپادنی (به لاتین: Zapadny) یک منطقهٔ مسکونی در روسیه است که در سرزمین آلتای واقع شده‌است.